# Patrice Loraux
Pour les articles homonymes, voir Loraux.
Patrice Loraux est un philosophe français né en 1940.

## Biographie
Il fait ses classes à l'institution Notre-Dame de Sainte-Croix, où il se lie avec Vincent La Soudière.
Dans les années 1970, il enseigne notamment la philosophie dans les classes de terminale du Lycée Janson de Sailly de Paris XVIe et à l'université de Paris I. Il est spécialiste de la philosophie grecque, mais aussi de Hegel et Marx.
Il intervient régulièrement dans des conférences en donnant un éclairage philosophique sur des sujets artistiques ou littéraires.
Il est le mari de Nicole Loraux, morte en 2003.

## Sa réflexion
Fortement originale et marquée par le souci de la créativité, la réflexion de Patrice Loraux interroge la pensée dans ses blocages et ses impasses. Face à la raison qui se caractérise par la productivité, de Aristote à Marx, Patrice Loraux analyse la pensée en proie aux pannes et aux empêchements. Qu'arrive-t-il a la pensée lorsqu'elle n'est pas féconde, lorsqu'elle ne s'accomplit pas dans une œuvre?
A contrario du tempo aristotélicien, rythmant et structurant la pensée, Patrice Loraux s'efforce de penser un temps qui ne consiste pas seulement en l'enchainement de séquences effectives qui font progresser la pensée mais contient aussi des cellules ineffectives et superflues.

## Pensée et affectivité
Pour Patrice Loraux, tout n'est pas indifféremment objet de connaissance. Le philosophe ne pense que par affinité avec certains problèmes vers lesquels il se sent attiré et qui lui sont singuliers. La pensée est toujours liée à un nœud d'affect. Il partage avec Deleuze la conviction que la pensée n'est pas une démarche volontaire mais que ce sont les signes qui nous forcent à penser en perturbant et ébranlant nos certitudes.
Les démarches rationnelles de questionnement ne rendent pas compte de l'activité philosophique où la raison se dérobe, défaille pour laisser place à l'absence, à l'affect.
Patrice Loraux se situe dans la continuité de penseur comme Maurice Blanchot, Gilles Deleuze et Jacques Derrida.

## Influence d'Alexandre Kojève
Il a également été influencé par la pensée d'Alexandre Kojève pour laquelle l'homme transforme le monde par son action. La pensée n'est plus emprisonnée dans les oppositions entre le moi et le monde extérieur, la conscience et le monde mais devient une force active. Alors que l'homme reste aliéné dans la contemplation des essences éternelles, il se réalise et accomplit son essence par son action transformatrice.
Avec Hegel, les questions de la réalité du monde extérieur ou de savoir si notre perception des choses est conforme à ce qu'elles sont en dehors de nous deviennent caduques et sont abolies. La pensée en a fini avec les problèmes de définition et de représentation tels qu'ils se posaient encore au XVIIe pour s'accomplir désormais comme transformation du monde. La pensée se libère des problématiques scolastiques qui la stérilisait pour devenir action et réalisation dans le monde.
La philosophie n'est pas le dernier mot de la philosophie mais s'accomplit dans autre chose qu'elle, elle se réalise par son abolition. L'effectivité de la pensée réside dans le fait de passer à autre chose, de ne plus être emprisonnée dans l'essence qui nous constituait précédemment.
L'esprit qui cède le pas à l'Homme dans le mouvement qui va de Hegel à Marx ne doit pas s'abîmer dans la contemplation de lui-même, de son essence mais s'accomplir en transformant le monde qui l'entoure
Dès lors le philosophe n'est plus un sage à barbe blanche qui se réfugie dans les essences et voit toutes choses sub species eternitae, considérant que le temps est un accident sans importance, mais un homme de son temps pour qui les évènements qui surviennent sont à prendre au sérieux car constituent la réalisation de l'esprit en marche.
Patrice Loraux s'inspire de cette conception hégélienne et marxiste dans la façon d'aborder les problèmes philosophiques eux-mêmes. Il s'agit de ne pas se perdre en définitions préliminaires, la pensée doit tout de suite acquérir un contenu et franchir une étape, laisser derrière elle un stade de la réflexion qui n'a plus lieu d'être. La pensée évite d'emblée la confusion bloquante et se montre indifférente à la multiplicité sensible pour faire face aux problèmes réels et sérieux. Le but de l'activité philosophique n'est pas de formuler des questions ou de découvrir le vrai derrière l'illusion mais de suivre le mouvement du réel, d'être là où il faut être.
Il ne s'agit pas de proposer une compréhension intellectuelle du monde mais de le comprendre en saisissant son devenir et en se situant là où s'annonce une transformation, là où se fait jour une nouvelle façon d'exister.

## Style philosophique
Le style philosophique de Patrice Loraux se caractérise par l'importance de l'enseignement oral, la vivacité d'intonation et d'esprit et une approche non-historique des problèmes et des concepts.